# كاري وليامز
كاري وليامز (بالإنجليزية: Cary Williams)‏ هو لاعب كرة قدم أمريكية أمريكي، ولد في 23 ديسمبر 1984 في ميامي في الولايات المتحدة.

## وصلات خارجية
- كاري وليامز على موقع مرجع كرة القدم المحترفة.كوم (الإنجليزية)